# Kalpana Datta
Kalpana Datta, en bengali : কল্পনা দত্ত, est une activiste pour l'indépendance de l'Inde. Elle est membre du mouvement armé pour l'indépendance, dirigé par Surya Sen (en). Elle fait partie du soulèvement armé de Chattagong (en), du 18 avril 1930. Elle organise des attaques contre les troupes britanniques. Lors de la reconnaissance pour l'attaque du Club Européen de Chittagong, en septembre 1931, elle est arrêtée puis libérée sous caution. Elle est finalement arrêtée le 19 mai 1933 et condamnée à la déportation à vie. Elle est libérée en 1939. Elle se rallie au Parti communiste d'Inde, en 1940 et épouse, en 1943, Puran Chand Joshi (en), alors secrétaire général du parti. Elle travaille ensuite à l'Institut indien de statistiques, jusqu'à sa retraite. Elle meurt à Calcutta, le 8 février 1995.

## Source de la traduction
- (en) Cet article est partiellement ou en totalité issu de l’article de Wikipédia en anglais intitulé « Kalpana Datta » (voir la liste des auteurs).